# H–22
A H–22 Burja (cirill betűkkel: Х–22, NATO-kódja: AS–4 Kitchen) szovjet nagy hatótávolságú, légi indítású, hangsebesség feletti hajók elleni rakéta. A teljes, a rakétát és a hordozó repülőgépre telepített komponenseket is magában foglaló rakétarendszer jelölése K–22. A Raduga tervezőirodában fejlesztették ki az 1960-as években az ellenséges repülőgép-hordozók és repülőgéphordozó-harccsoportok ellen. Nukleáris és hagyományos harci résszel is felszerelhető. Kezdetben a Tu–22-es bombázókra telepítették, később a Tu–22M és Tu–95-ös bombázó repülőgépek is felfegyverezték ezzel a típussal. Továbbfejlesztett változata a H–32, amelyet 2016-ban rendszeresítettek a Tu–22M3M bombázókon. Sorozatgyártása a Dubnai Gépgyárban indult el, majd az Uljanovszki Mechanikai Üzemben (UMZ) folytatódott. Kb. háromezer darabot gyártottak.
A Szovjetunióban a haditengerészeti légierő repülőgépein állt szolgálatban. A Szovjetunión kívül Irakban is rendszeresítették, ahol két tucatnyi rakétát állítottak szolgálatba. A Szovjetunió felbomlása után Oroszországon és Ukrajna örökölt a szovjet eszközöket. Az Ukrajnához került példányokat a 2000-es évek elején megsemmisítették, míg Oroszországban napjainkban is hadrendben áll a típus. 
Harci körülmények között a 2022-ben kezdődött Ukrajna elleni orosz invázió során többször is bevetette az Orosz Légierő. Az alapvetően nagy méretű tengeri célok elleni rakéták szárazföldi célok ellen pontatlanok. A bevetett H–22-es rakéták több alkalommal polgári célpontokat találtak el, számos civil áldozat halálát okozva. A hangsebesség több mint háromszorosaval repülő rakéta ellen a hagyományos légvédelmi rakéták hatékonysága korlátozott.